# 天主教乌迈塔教区
天主教烏邁塔教區（拉丁語：Dioecesis Humaitanensis）是巴西一個羅馬天主教教區，屬波多韋柳總教區。
1961年6月21日設自治監督區，1980年8月30日升為教區。
教區位於亞馬遜州東南部，2006年有教友70,000人（佔轄區總人口70.0%）、七個堂區、十四名司鐸。現任教區主教為法蘭茲·約瑟夫·邁因拉德·默克爾。